# Imre Bárány

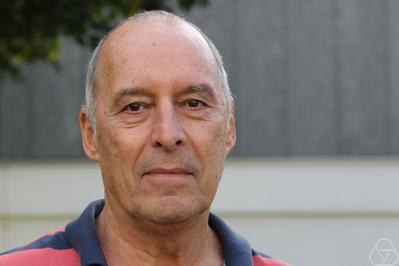
Imre Bárány, 2011

Imre Bárány (* 7. Dezember 1947 in Mátyásföld) ist ein ungarischer Mathematiker, der sich mit Kombinatorik und diskreter Geometrie beschäftigt.
Bárány ist ein Mathematiker am Alfred-Renyi-Institut der Ungarischen Akademie der Wissenschaften. Er ist außerdem Professor am University College in London.
1978 gab er einen neuen, kurzen Beweis der Vermutung von Martin Kneser über die chromatische Zahl von Kneser-Graphen. 1980 gab er einen neuen Beweis des Satzes von Borsuk und Ulam. 1981 bewies er mit S. B. Shlosman und A. Szucs eine topologische Verallgemeinerung eines Satzes von Helge Tverberg (siehe Topologische Kombinatorik).
Mit Zoltán Füredi gab er einen Algorithmus für das kryptographische Protokoll Mental Poker und bewies, dass die Berechnung des Volumens einer durch ein Zugehörigkeits-Orakel für Punkte definierten konvexen Menge im d-dimensionalen Raum ein im Allgemeinen schwieriges (nicht-polynomial-zeitliches) Problem ist.
2000 löste er das Problem von James Joseph Sylvester über die Wahrscheinlichkeit, dass zufällig verteilte Punkte sich in konvexer Position befinden. Sylvester fragte ursprünglich 1864 nach der Wahrscheinlichkeit, dass vier zufällig in der Ebene gewählte Punkte ein nicht konvexes Vierseit bilden. Die Verallgemeinerung fragt nach der Wahrscheinlichkeit p (K, n), dass n zufällig gewählte Punkte eines konvexen Polytops K in d Dimensionen sich in konvexer Position befinden, das heißt, kein Punkt der n zufällig gewählten Punkte liegt in der konvexen Hülle der anderen. Barany befasste sich mit verschiedenen Fällen der verallgemeinerten Problemstellung.
Mit Vershik und Pach löste er ein Problem von Wladimir Arnold über die Anzahl konvexer Polytope aus Gitterpunkten. Mit Van Vu bewies er einen zentralen Grenzwertsatz für Zufalls-Polytope.
1989 bewies er mit László Lovász und Füredi eine asymptotische Abschätzung für die Anzahl der Ebenen, die eine Menge S von n Punkten im dreidimensionalen euklidischen Raum in allgemeiner Lage in zwei Hälften teilen (wobei die Ebenen jeweils durch drei Punkte von S gehen). Mit Füredi und J. Pach bewies er die Sechs-Kreise-Vermutung von László Fejes Tóth. Sie besagt, dass bei einer Kreispackung in der Ebene, in der jeder Kreis sechs Nachbarkreise hat, entweder die hexagonale Kreispackung mit Kreisen von gleichem Radius vorliegt oder Kreise mit beliebig kleinem Radius vorkommen.
1985 erhielt er den Mathematikpreis (jetzt Paul-Erdős-Preis) der Ungarischen Akademie der Wissenschaften und 2010 wurde er deren korrespondierendes Mitglied. 2002 war er Invited Speaker auf dem Internationalen Mathematikerkongress in Peking (Random Points, convex bodies, and lattices). Er ist Fellow der American Mathematical Society. 2016 erhielt er den Széchenyi-Preis verliehen. 2021 wurde Bárány in die Academia Europaea gewählt.